# Abelmoschus enbeepeegearensis
Abelmoschus enbeepeegearensis är en malvaväxtart som beskrevs av K.J.John, Scariah, Nissar, K.V.Bhat och S.R.Yadav. Abelmoschus enbeepeegearensis ingår i släktet Abelmoschus och familjen malvaväxter. Inga underarter finns listade i Catalogue of Life.